# Gmina Dołhobyczów
Die Gmina Dołhobyczów (ukrainisch Долгобичів) ist eine Landgemeinde im Powiat Hrubieszowski der Woiwodschaft Lublin in Polen. Ihr Sitz ist das gleichnamige Dorf mit etwa 1500 Einwohnern. Sie liegt an der Grenze zur Ukraine.

## Gliederung
Zur Landgemeinde Dołhobyczów gehören folgende  Ortschaften mit einem Schulzenamt:
Chłopiatyn
Chochłów
Dłużniów
Dołhobyczów
Dołhobyczów-Kolonia
Gołębie
Honiatyn
Horodyszcze
Horoszczyce
Hulcze
Kadłubiska
Kościaszyn
Liski
Liwcze
Myców-Wyżłów
Oszczów
Oszczów-Kolonia
Podhajczyki
Przewodów
Siekierzyńce
Sulimów
Witków
Zaręka
Żabcze
Żniatyn
Weitere Orte der Gemeinde sind:
Białystok
Dołhobyczów-Kolonia
Hulcze (osada)
Korczunek
Lipina
Liwcze (osada)
Majdan
Mołczany
Myców (osada)
Przewodów (osada)
Setniki
Sulimów-Kolonia
Uśmierz
Wólka Poturzyńska